# Gannon and Hands
Gannon y Hands, fundada en 1894, fue la primera sociedad de arquitectas mujeres en los Estados Unidos. Sus socias eran Mary Gannon  (b. 1867) y Alice Hands. En la corta existencia de la empresa (1894-1900), fue conocida por sus innovadoras ideas a bajo costo en casas urbanas.

## Primeros años de las fundadoras
Mary Nevan Gannon nació en Bethlehem, Pensilvania, en 1867. Con alguna experiencia previa en la oficina de un arquitecto, ingresó a la Escuela de Nueva York de Diseño Aplicado para Mujeres en 1892 como parte de su primera generación. Su futura socia Alice J. Hands era una de sus compañeras de clase. Se sabe aún menos sobre Hands que sobre Gannon, fuera del hecho que  había estudiando en la YWCA de la Ciudad de Nueva York un par de años antes de ingresar a NYSAD. Gannon y Hands prosperaron en la escuela, ganando premios por sus dibujos así como comisiones arquitectónicas mientras  eran aún alumnas, incluyendo el edificio de la Mujer para la exposición de Estados de Algodón en Atlanta, Georgia en 1895.
 

## Trabajo arquitectónico
Justo después de graduarse en 1894, las dos mujeres abrieron su despacho de arquitectura propio, Gannon y Hands, y en aquel mismo año ganaron una gran comisión para diseñar un hospital en San Francisco con un presupuesto para el proyecto de $30 000–$40 000. Después de la apertura del Hospital Florence,  recibieron elogios de médicos como un modelo de "sanidad, comodidad, y belleza arquitectónica."
A inicios de su carrera, Gannon y Hands se unieron a un grupo de trabajo de la ciudad, el Comité de Investigaciones Sanitarias, y fueron un paso más allá mudándose a una vivienda en Nueva York para entender mejor las condiciones de vida urbana para los pobres. 
Al llamar a los residentes de Nueva York "un reproche al humanitarismo de este siglo ilustrado", se pusieron a trabajar para encontrar mejores soluciones a la vivienda urbana para los pobres. La empresa rápidamente se hizo famosa por diseñar edificios de departamentos innovadores que fueran asequibles, sanitarios, bien ventilados y prácticos.
Uno de sus edificios modelo fue diseñado alrededor de un patio central (para la luz y el aire), con balcones para cada departamento, escapes de incendio delanteros y traseros, y tolvas de cenizas y receptáculos de basura para el manejo de desperdicios.  Algunos fueron diseñados específicamente para la creciente clase de jóvenes trabajadoras urbanas, y las socias fueron elegidas para la Asociación Protectora de la Salud de la Mujer de Nueva York.
Gannon y Hands fueron alabadas por el reformista social Jacob Riis en su libro  A Ten Years' War  (1900) dándoles crédito por haber resuelto "el problema de construir una vivienda decente en un terreno de veinticinco pies", un problema que admitió que él mismo había considerado insoluble. De manera similar, el filántropo Sir Sidney Waterlow, que presidió la Improved Industrial Dwellings Company en Londres, llamó a su trabajo "los mejores planes para viviendas individuales que he visto, las más astuta e ingeniosas." Todavía en la década de 1930, los diseños de sus departamentos aún se reproducían como modelos de viviendas de bajo costo.
Otros edificios que Gannon y Hands diseñaron incluyeron un hotel en Nueva York, un club de mujeres en Nueva York, una casa de verano para mujeres estudiantes en Twilight Park, cabañas junto al mar en Nueva Jersey y cabañas de montaña en Catskills. También hubo una lujosa villa de $ 50 000 diseñada para un cliente de California y basada en el Palacio de Livadia del zar ruso. Eran conocidos por supervisar ellas mismas el trabajo de construcción (excepto cuando se necesitaba un ingeniero).
En 1897, Mary Gannon se casó con John Walp Doutrich y ese mismo año la empresa se mudó a un vecindario más exclusivo, lo que indica que habían alcanzado un grado de éxito. Sin embargo, hay poca información sobre Gannon y Hands después de 1900, que es más o menos el momento en que Gannon se mudó con su esposo y sus nuevo hijos a Spokane, Washington. Es probable que la empresa se haya disuelto a principios del nuevo siglo.

## Edificios seleccionados
- Hotel para mujeres, 7.ª avenida. y 37th St., Nueva York
- Women's Hotel, Broadway y 37th St., Nueva York
- Student Apartment House, 20th St., Nueva York
- Hospital de Florencia, San Francisco